# دحل فتيخ
دحل فتيخ هو أحد الدحول الواقعة في الصمان في السعودية.